# Халитов, Мурад Магомедзапирович
Мурад Магомедзапирович Халитов (род. 18 марта 1977) — российский футболист.

## Карьера

### Клубная
Воспитанник дагестанского футбола. В 1996 году попал в заявку махачкалинского клуба «Анжи-2», за который сыграл 66 матчей, в которых забил 25 голов. В 1997 году находился в заявке «Анжи», однако на поле так и не вышел. С 1998 по 1999 годы играл в махачкалинском «Динамо», за которое провёл 61 матч и отличился 17 раз. Далее играл в буйнакском клубе «Темирхан-Шура», став лучшим бомбардиром чемпионата Дагестана 2001 года. В 2002 году в составе «Темирхан-Шуры» стал вторым бомбардиром в третьей лиге (зона ЮФО). В 2003 году вернулся в «Динамо», далее играл за каспийский «Дагдизель». В 2007 году выступал за азербайджанский клуб «Шахдаг» из города Кусары, за который в азербайджанской Премьер-Лиге провёл 10 матчей. Далее играл в любительских клубах «Биолог» и «Махачкала». С 2011 года является играющим тренером «Темирхан-Шуры».